# Age of Wonders III
Age of Wonders III: Eternal Lords è un videogioco di strategia a turni (4X) ambientato in un mondo fantasy. È il terzo capitolo della saga Age of Wonders, quarto se si considera Age of Wonders: Shadow Magic come capitolo a sé stante. Il gioco è stato sviluppato e pubblicato dalla Trumph Studio's che ha curato lo sviluppo della saga sin dal primo capitolo. Con questo capitolo la saga ritorna dopo 11 anni di assenza: l'ultima pubblicazione era stata: Age of Wonders: Shadow Magic, del 2003.

## Sviluppo e pubblicazione
Il lancio sul mercato del videogioco, inizialmente programmato per l'autunno 2013 e rimandato poi a inizio 2014, è avvenuto nella primavera dello stesso anno. Lanciato ufficialmente il 31 marzo 2014 su Steam e GOG.com era già pre-ordinabile dal mese precedente per piattaforma Steam. Nell'agosto 2014 è stata annunciata la prima espansione ufficiale del gioco: Age of Wonders 3: Golden Realms. Se la Trumph Studio's ha lavorato in solitaria nello sviluppo della saga sin dal secondo capitolo; novità assoluta è stata l'uscita di scena della Gathering of Developers dalla pubblicazione, che è stata anch'essa esclusivamente a cura degli sviluppatori.

## Modalità di gioco
Il videogioco basato su un sistema di strategia a turni di tipo 4X (dove l'utente è spinto a esplorare, espandersi, sfruttare nuovi territori e sopraffare l'avversario) vede coinvolte due fazioni predominanti: gli elfi e gli umani, fornendo però al giocatore una buona dose di informazione su tutte e quattro le razze presenti nel gioco: orchi, draconiani, elfi ed umani. Dotato di modalità libera e modalità campagna, permette sia il multi-giocatore che la modalità giocatore singolo.

## Accoglienza
Il gioco è stato accolto molto positivamente dalla critica. Viene apprezzata la cura con cui è fatto, meno invece le lacune da un punto di vista gestionale (mercato, diplomazia, gestione dei possedimenti) essendo il gioco prettamente incentrato sulla parte strategica. Viene lodata invece la cura dei combattimenti, sia da un punto di vista grafico che strategico.

### Saga Age of Wonders
- Age of Wonders, 1999;
- Age of Wonders II: The Wizard's Throne, 2002;
  - Age of Wonders: Shadow Magic, 2003;
- Age of Wonders III, 2014.
- Age of Wonders Planetfall 2019
- Age of Wonders IV 2023